# Spaskaje (rejon orszański)
Spaskaje (biał. Спаскае; ros. Спасское, Spasskoje) – wieś na Białorusi, w obwodzie witebskim, w rejonie orszańskim, w sielsowiecie Smolany.